# Saint-Germain-de-Clairefeuille
Saint-Germain-de-Clairefeuille is een gemeente in het Franse departement Orne (regio Normandië) en telt 164 inwoners (1999). De plaats maakt deel uit van het arrondissement Mortagne-au-Perche.

## Geografie
De oppervlakte van Saint-Germain-de-Clairefeuille bedraagt 12,5 km², de bevolkingsdichtheid is 13,1 inwoners per km².
De onderstaande kaart toont de ligging van Saint-Germain-de-Clairefeuille met de belangrijkste infrastructuur en aangrenzende gemeenten.

## Demografie
Onderstaande figuur toont het verloop van het inwonertal (bron: INSEE-tellingen).